# Litauische Eishockeyliga 2007/08
Die Saison 2007/08 war die 17. Spielzeit der litauischen Eishockeyliga, der höchsten litauischen Eishockeyspielklasse. Meister wurde zum insgesamt 15. Mal in der Vereinsgeschichte der SC Energija.

## Modus
In der Hauptrunde absolvierte jede der acht Mannschaften insgesamt 14 Spiele. Der Erstplatzierte der Hauptrunde traf im Meisterschaftsfinale auf den für dieses direkt qualifizierte SC Energija. Für einen Sieg nach regulärer Spielzeit erhielt jede Mannschaft drei Punkte, bei einem Sieg nach Overtime gab es zwei Punkte, bei einer Niederlage nach Overtime gab es ein Punkt und bei einer Niederlage nach regulärer Spielzeit null Punkte.

## Hauptrunde
|    | Klub                      | Sp | S  | OTS | OTN | N  | Tore   | Punkte |
| -- | ------------------------- | -- | -- | --- | --- | -- | ------ | ------ |
| 1. | SM Poseidonas Elektrenai  | 14 | 12 | 0   | 1   | 1  | 113:40 | 37     |
| 2. | Sporto Centras Elektronai | 14 | 11 | 1   | 1   | 1  | 109:39 | 36     |
| 3. | Maximum Vilnius           | 14 | 9  | 0   | 1   | 4  | 94:56  | 28     |
| 4. | Vandesta-Vilkai Vilnius   | 14 | 7  | 2   | 0   | 5  | 128:73 | 25     |
| 5. | LAE Kauno                 | 14 | 7  | 0   | 1   | 6  | 101:51 | 22     |
| 6. | Sareme Vilnius            | 14 | 4  | 1   | 0   | 9  | 79:128 | 14     |
| 7. | Lokiai Vilnius            | 14 | 2  | 0   | 0   | 12 | 45:103 | 6      |
| 8. | Meteoras Vilnius          | 14 | 0  | 0   | 0   | 14 | 46:225 | 0      |

Sp = Spiele, S = Siege, U = unentschieden, N = Niederlagen, OTS = Overtime-Siege, OTN = Overtime-Niederlage, SOS = Penalty-Siege, SON = Penalty-Niederlage

## Finale
- SM Poseidonas Elektrenai – SC Energija 3:12